# Willem Frederik Quarles van Ufford
Jhr. Willem Frederik Quarles van Ufford (Zwolle, 2 april 1913 – Clarens, 12 maart 2005) was een Nederlands politicus.
Hij werd geboren als zoon van jhr. Johan Willem Quarles van Ufford (1882-1951) en Adrienne Désirée barones Mulert tot de Leemcule (1888-1981). In 1921 verhuisde het gezin naar de provincie Zeeland omdat vader daar benoemd was tot commissaris van de Koningin. Zelf is hij afgestudeerd in de rechten aan de Rijksuniversiteit Utrecht en hij was vanaf 1939 volontair bij de gemeente 's-Heer Arendskerke. In 1941 kreeg hij daar een aanstelling als ambtenaar ter secretarie en enige tijd later dook hij onder. Na de bevrijding werd hij door het Militair Gezag benoemd tot waarnemend burgemeester van Fijnaart en Heijningen en later ook Willemstad. In 1946 werd hij de kroonbenoemde burgemeester van beide gemeenten. Van 1949 tot zijn pensionering in 1978 was hij de burgemeester van de Gelderse gemeente Putten. Hij overleed in 2005 op 91-jarige leeftijd. Zijn oudere broer jhr. mr. Maurits Lodewijk Quarles van Ufford is ook burgemeester geweest en wel van IJsselmuiden. Nadat die broer in 1944 was overleden trouwde hij met diens weduwe Jurjana Margriet barones de Vos van Steenwijk genaamd van Essen tot Windesheim (1914-1997).